# Kingsbury (Texas)
Kingsbury è un comune (city) degli Stati Uniti d'America della contea di Guadalupe nello Stato del Texas. La popolazione era di 782 abitanti al censimento del 2010.

## Geografia fisica
Secondo lo United States Census Bureau, la città ha una superficie totale di 72,91 km², dei quali 72,7 km² di territorio e 0,21 km² di acque interne (0,29% del totale).

## Società

### Evoluzione demografica
Secondo il censimento del 2010, la popolazione era di 782 abitanti.

### Etnie e minoranze straniere
Secondo il censimento del 2010, la composizione etnica della città era formata dall'89% di bianchi, l'1,28% di afroamericani, lo 0,38% di nativi americani, l'1,02% di asiatici, lo 0% di oceanici, il 5,88% di altre razze, e il 2,43% di due o più etnie. Ispanici o latinos di qualunque razza erano il 18,16% della popolazione.